# Daucus biseriatus
Pseudorlaya biseriata · Carotte hérissée
Espèce
Synonymes
- Pseudorlaya biseriata (Murb.) Sáenz de Rivas, 1975

Daucus biseriatus, la Carotte hérissée, est une espèce de plantes à fleurs annuelle ou bisannuelle, de la famille des Apiaceae et du genre Daucus, endémique d'Algérie et du Maroc.

## Taxonomie
L'espèce est décrite en premier par Svante Samuel Murbeck en 1905, qui la classe dans le genre Daucus sous le nom binomial Daucus biseriatus qui en constitue le basionyme. L'espèce est déplacée en 1975 dans le genre Pseudorlaya par Concepción Sáenz de Rivas. Cependant, ce nom n'est pas correct,,. En effet, cette espèce, par rapport aux deux autres représentants du genre Pseudorlaya, ne présente qu'un seul caractère commun à ce genre : celui des soies épineuses des côtes secondaires du fruit, sur deux rangs (contre un seul rang pour Daucus). Tous les autres traits, types d'ombelles à rayons subégaux et bractées divisées, fruits peu aplatis et styles bien développés, plaident pour son appartenance au genre Daucus et sa proximité évidente avec Daucus sahariensis avec laquelle elle peut être confondue, qui partage une écologie très similaire.
Elle est appelée en français « Carotte hérissée »,.

## Description

### Appareil végétatif
C'est une plante annuelle ou bisannuelle d'une hauteur de 5 à 15 cm, fortement pubescente de poils rigides, à tiges rameuses, ascendantes. Les feuilles sont à limbe tri-pennatitpartite à lobes ultimes courts et obtus. 

### Appareil reproducteur
Les ombelles sont pédonculées d'un diamètre de 4 à 8 cm, non contractées à la fructification à 5 à 12 rayons subégaux et 5 à 7 bractées pétiolulées-divisées, hirsutes, semblables aux fles. Les ombellules ont les bractéoles réduites, trifides ou subentières. Les fleurs sont blanchâtres, régulières à pétales bilobés, les externes non-radiants, les styles, de plus ou moins de 1 mm divergents, supérieurs au stylopode.
Le fruit est oblong, de 4 à 5 mm peu comprimé dorsalement ; les méricarpes ont les côtes primaires hirsutes de nombreux poils fins, un peu plus courts que les épines glochidiées des côtes secondaires disposées sur deux rangs et peu conniventes à leur base, plus large que le fruit.

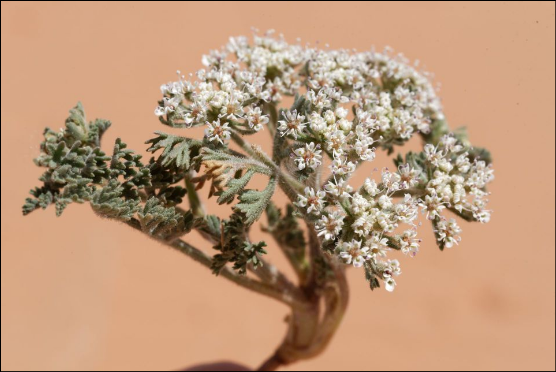
Ombelle (1).
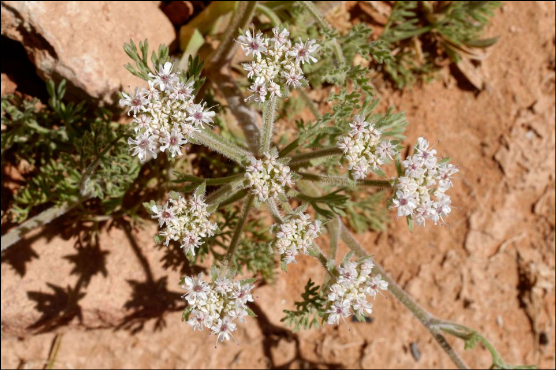
Ombelle (2).
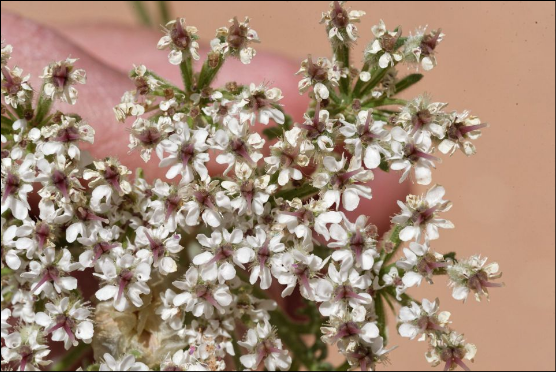
Détail des fleurs.
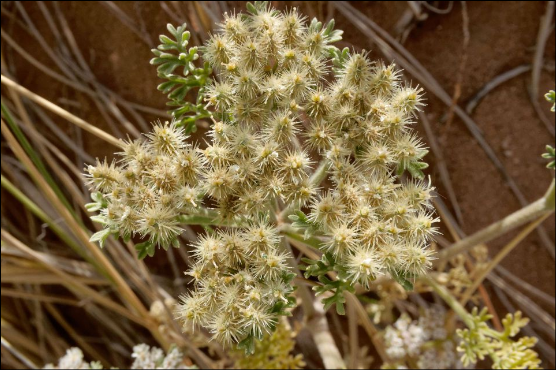
Fruits.

### Confusions possibles

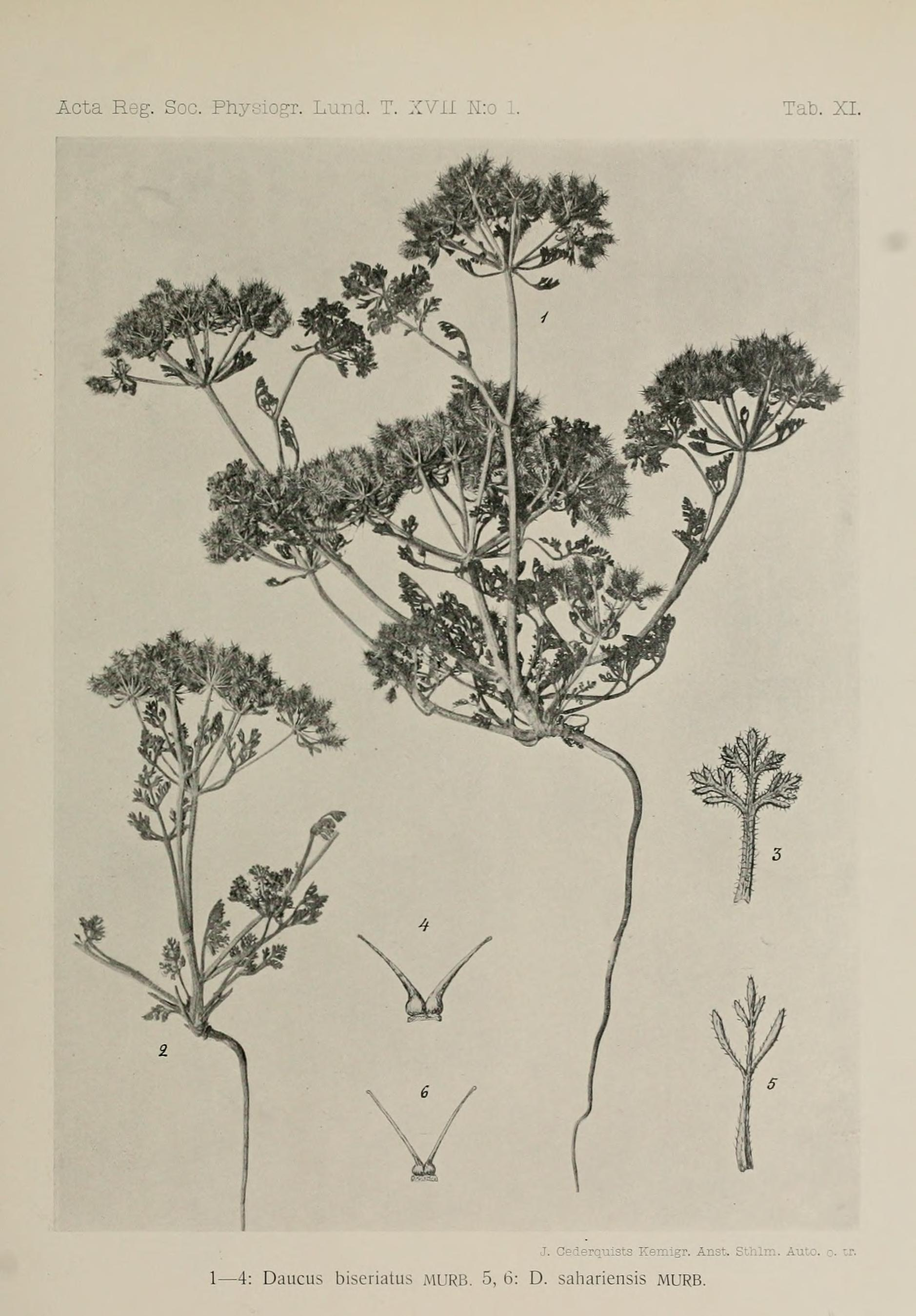
Illustration botanique de Daucus biseriatus (figures 1,2,3 et 4) aux côtés de Daucus sahariensis (figures 5 et 6).

Les fruits allongés ont des épines valvulaires longues, fines et lisses, de couleur brun orangé, toutes identiques.  Ces épines dépassent la largeur du fruit et sont très peu élargies à la base. D'un point de vue anatomique, on observe que le rapport longueur/largeur de l'endosperme est beaucoup plus faible que chez Pseudorlaya pumila, de sorte que le méricarpe est moins comprimé dorsalement. Les côtes primaires, beaucoup plus petites que celles de Pseudorlaya pumila, renferment de très petits faisceaux vasculaires.
Daucus biseriatus est très proche de Daucus sahariensis qui pousse dans les mêmes milieux. Elle s'en distingue non seulement par le fait que les aiguillons des côtes secondaires du fruit ne sont pas disposés sur un seul rang, mais sur deux, mais encore par sa pubescence plus raide et plus dense, par les divisions des folioles de l'involucre plus nombreuses, beaucoup plus courtes et plus divergentes, par ses pétales jaunâtres, et non pas blancs, ainsi que par les styles moins grêles, atténués insensiblement de la base au sommet.

## Habitat et répartition

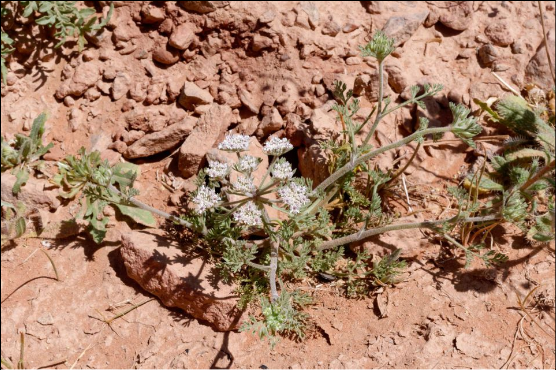
Carotte hérissée dans son habitat.

L'espèce est endémique d'Algérie et du Maroc,. Elle pousse dans les steppes rocailleuses désertiques, les alluvions, les lits d'oueds arides des zones sahariennes, sur sols sablo-limoneux.

## Usages
Au nord-est de l'Algérie, le rhizome de la plante sert dans la médecine traditionnelle pour traiter les bronchites et les troubles digestifs coliques.